# Mathieu Burgaudeau
Mathieu Burgaudeau (Noirmoutier-en-l'Île, 17 november 1998) is een Frans wielrenner die vanaf 2019 rijdt voor Direct Énergie, de ploeg waarvoor hij in 2017 al stage mocht lopen. Hij nam in 2019 deel aan de Europese Spelen, waar hij 81e werd in de wegwedstrijd.
Burgaudeau maakte in 2020 op 21-jarige leeftijd zijn debuut in de Ronde van Frankrijk. 

## Palmares
2015
Bergklassement Tour du Pays de Vaud, junioren
2016
2e en 4e etappe Tour du Valromey, junioren
Puntenklassement Aubel-Thimister-La Gleize, junioren
2017
Jongerenklassement Ronde van Gironde
2022
6e etappe Parijs-Nice
2024
4e etappe Ronde van de Limousin-Périgord-Nouvelle Aquitaine
2e en 3e etappe Ronde van Istanbul
Eindklassement Ronde van Istanbul

## Resultaten in voornaamste wedstrijden
| Jaar | Ronde van Italië | Ronde van Frankrijk | Ronde van Spanje |
| ---- | ---------------- | ------------------- | ---------------- |
| 2019 |                  |                     |                  |
| 2020 |                  | 131e                |                  |
| 2021 |                  |                     |                  |
| 2022 |                  | 68e                 |                  |
| 2023 |                  | 31e                 |                  |
| 2024 |                  | 63e                 |                  |
| 2025 |                  | 63e                 |                  |

| Jaar | Gent-Wevelgem | Amstel Gold Race | Luik-Bast.‑Luik | Ronde van Lombardije | Waalse Pijl | Parijs-Tours |
| ---- | ------------- | ---------------- | --------------- | -------------------- | ----------- | ------------ |
| 2019 | opgave        |                  |                 |                      |             | opgave       |
| 2020 | 88e           |                  | 55e             |                      | 50e         |              |
| 2021 |               |                  | 95e             |                      |             |              |
| 2022 |               |                  |                 | 56e                  |             |              |
| 2023 |               | 19e              | 62e             |                      | 28e         |              |
| 2024 |               |                  | 78e             |                      | opgave      |              |
| 2025 |               | 24e              | 69e             |                      |             |              |

## Ploegen
- 2017 –  ↑Direct Énergie (stagiair per 1-8)
- 2019 –  Total Direct Energie
- 2020 –  Total Direct Energie
- 2021 –  Total Direct Energie
- 2022 –  Team TotalEnergies
- 2023 –  TotalEnergies
- 2024 –  TotalEnergies
- 2025 –  TotalEnergies

Anderson · Boudat · Calmejane · Cardis · Chavanel · Coquard · Cornu · Duchesne · Gène · Grellier · Guillemois · Hivert · Hurel · Jeandesboz · Morice · Nauleau · Ourselin · Petit · Pichot · Quéméneur · Sicard · Tulik · Voeckler · Burgaudeau (stagiair) · Maitre (stagiair) · Orceau (stagiair)
Bonifazio · Boudat · Burgaudeau · Calmejane · Cardis · Cousin · Gaudin · Gène · Grellier · Hivert · Journiaux · Ligthart · Nauleau · Ourselin · Petit · Pichot · Quéméneur · Sellier · Sicard · Taaramäe · Terpstra · Tulik · Turgis
Boasson Hagen · Bodnar · Bonifazio · Burgaudeau · Cabot · de la Parte · Doubey · Dujardin · Ferron · Geniez (tot 31/5) · Grellier · Jousseaume · Latour · Lawless · Manzin · Oss · Ourselin · Rodríguez · J. Sagan · P. Sagan · Simon · Soupe · Terpstra · Turgis · Van Gestel · Vuillermoz · Devanne (stagiair) · Vercher (stagiair)
Boasson Hagen · Bodnar · Bonnet · Burgaudeau · Cabot · Cras · de la Parte · Doubey · Dujardin · Ferron · Grellier · Jeannière · Jousseaume · Latour · Manzin · Oss · Ourselin · Sagan · Simon · Soupe · Tesson · Turgis · Van Gestel · Vercher · Vuillermoz · Boniface (stagiair) · Cialone (stagiair) · Grolier (stagiair)
Boniface · Bonnet · Burgaudeau · Cras · Doubey · Dujardin · Ferron · Gachignard · Grellier · Jeannière · Jegat · Jousseaume · Latour · Manzin · Ourselin · Simon · Soupe · Tesson · Turgis · Vadic · Van Gestel · Vercher · Vuillermoz · Boulahoite (stagiair) · Marcerou (stagiair) · Sanchez (stagiair)